# Ryan Harris (cyclisme)
Pour les articles homonymes, voir Ryan Harris et Harris.
Ryan Harris, né le 13 mars 1998, à Durban, est un coureur cycliste sud-africain.

## Biographie
En 2017, Ryan Harris remporte le contre-la-montre du Tour de Maurice. Lors de la saison 2018, il termine deuxième du championnat d'Afrique du Sud sur route dans la catégorie espoirs (moins de 23 ans). Il se classe également dixième d'une étape du Sharjah Tour.

## Palmarès
- 2017
  - 3e étape du Tour de Maurice (contre-la-montre)
  - 3e de l'Amashova Durban Classic
- 2018
  - 2e du championnat d'Afrique du Sud sur route espoirs
  - 3e du 100 Cycle Challenge
  - 3e de l'Amashova Durban Classic
- 2019
  - Deloitte Challenge

## Classements mondiaux
| Année           | 2018 | 2019 |
| --------------- | ---- | ---- |
| UCI Africa Tour | 86e  | 147e |